# La notte arriva sempre
La notte arriva sempre (Night Always Comes) è un film del 2025 diretto da Benjamin Caron e tratto dall'omonimo romanzo di Willy Vlautin.

## Trama
Portland (Oregon): per poter assicurare un futuro a lei e a suo fratello Kenny, Lynette parte per un viaggio molto pericoloso, affrontando il suo passato oscuro durante il corso di una notte movimentata.

## Distribuzione
Il film è stato distribuito sulla piattaforma Netflix a partire dal 15 agosto 2025.